# Joey Tribbiani

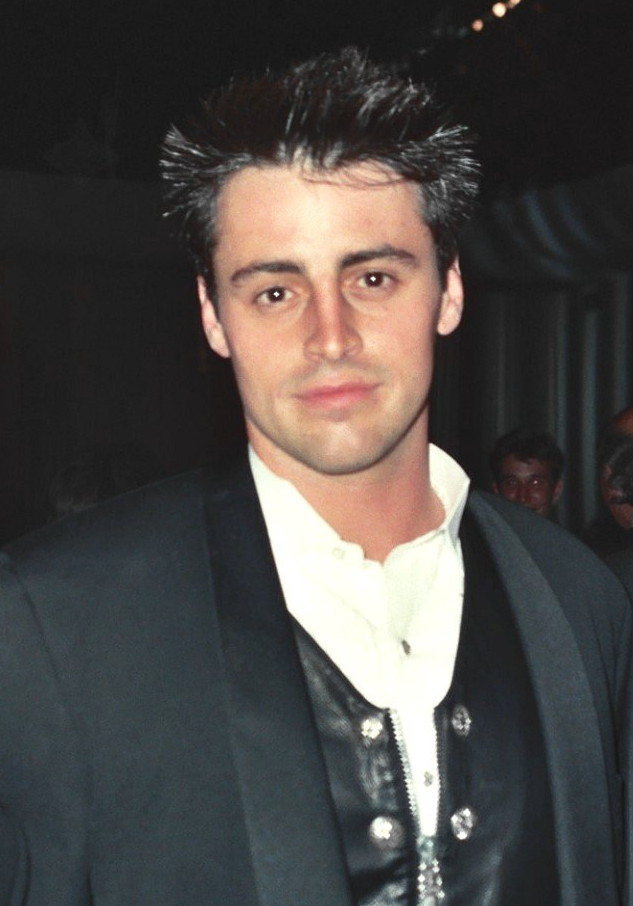
Rolul personajul fictiv Joey Trbbiani, interpretat de Matt LeBlanc.

Joey Tribbiani (Joseph "Joey" Francis Tribbiani, Jr.) este un personaj fictiv, creat de David Crane și Marta Kauffman, care apare în serialele Friends și Joey. Este interpretat de Matt LeBlanc.
Joey este un actor american de origine italiană. Este singurul băiat al lui Joey Tribbiani Sr. și al Gloriei. Are șapte surori: Gina, Tina, Dina, Mary-Angela, Mary-Therese, Veronica și Cookie. Are, de asemenea, un nepot: Michael - fiul Ginei.
Locuiește cu cel mai bun prieten al său, Chandler Bing, într-un apartament. Când Chandler se mută cu Monica Geller, prietena sa, Joey va schimba mai mulți colegi de cameră, printre care și Rachel Green. La sfârșitul serialului Friends, când fiecare dintre personaje urmează o cale diferită, Joey se mută din New York în Los Angeles, pentru a-și continua cariera de actor. Aici va locui cu nepotul său, Michael.
Joey este caracterizat ca fiind un actor de mâna a doua, mereu în căutare de lucru, prostuț, gurmand, needucat, dar cu un mare succes la femei. De asemenea este foarte loial față de prietenii săi, lucru demonstrat față de fiecare în parte. Mâncărurile lui preferate sunt pizza și sandwich-urile cu chifteluțe. Succesul său la persoanele de sex feminin se datorează parțial faimoasei sale replici de agățat "How you doin'?". 
Principalul său rol este dr. Drake Ramoray, în telenovela Days of Our Lives. Alte roluri pe care Joey le obține sunt dublura fundului lui Al Pacino, rolul lui Pinnocchio într-un muzical, rolul lui Sigmund Freud în muzicalul Freud! și un rol într-o piesă de teatru SF. Lucrează pentru scurt timp în cafeneaua Central Perk, într-o perioadă în care nu prea îi merge cariera. 